# Isla Gran Turca
La isla Gran Turca (en inglés: Grand Turk Island) es la principal isla del territorio británico dependiente de Islas Turcas y Caicos, correspondiente al archipiélago de Islas Turcas (que debe ser distinguido del archipiélago de las Islas Caicos). En la isla se encuentra la capital del territorio, Cockburn Town y tiene la segunda población en importancia con 3.720 habitantes.
La isla Gran Turca tuvo la atención internacional en 1962 cuando la cápsula Friendship 7 del Proyecto Mercury de John Glenn amarizó cerca de la isla. Una réplica de la cápsula se encuentra expuesta en el aeropuerto.

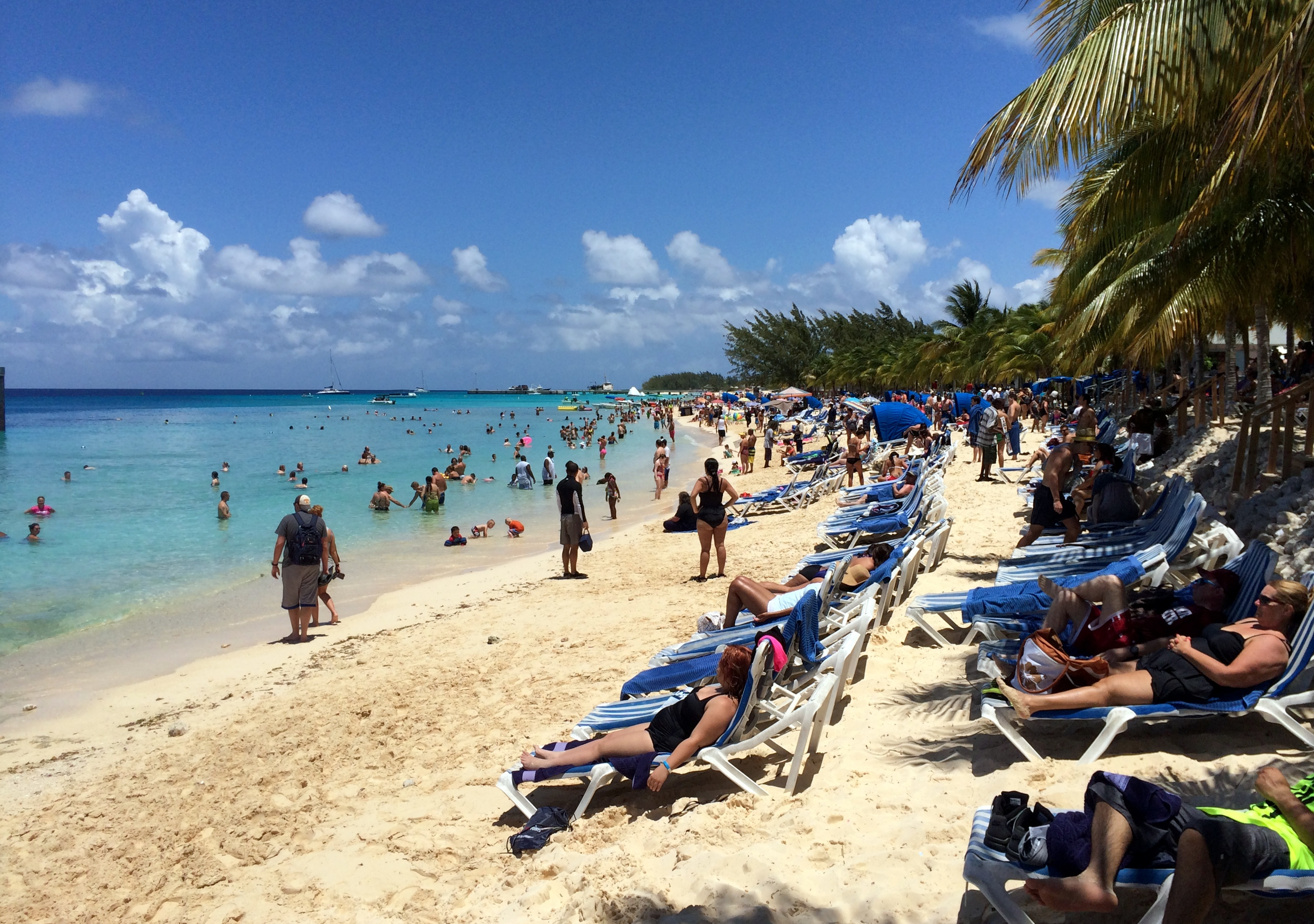
Playa en la isla

El nombre proviene de una especie de cactus de la isla, que tiene un tope distintivo, que recuerda el gorro turco llamado fez.
La isla ha sido identificada por algunos autores como Guanahani, la primera isla americana a la que llegara Cristóbal Colón el 12 de octubre de 1492.
Por el contrario, el historiador Gregory McIntosh concluyó que la Gran Turca no era Guanahani sino Babueca, una isla descubierta independientemente por Martín Alonso Pinzón entre noviembre y diciembre de 1492.